# Hemisus marmoratus
Hemisus marmoratus е вид жаба от семейство Hemisotidae. Видът не е застрашен от изчезване.

## Разпространение
Разпространен е в Ангола, Бенин, Ботсвана, Буркина Фасо, Гамбия, Гана, Гвинея, Гвинея-Бисау, Демократична република Конго, Еритрея, Етиопия, Замбия, Зимбабве, Камерун, Кения, Кот д'Ивоар, Малави, Мозамбик, Намибия, Нигерия, Свазиленд, Сенегал, Сомалия, Танзания, Уганда, Централноафриканска република, Чад, Южен Судан и Южна Африка.